# Kwantowa metoda Monte Carlo
Kwantowa metoda Monte Carlo – metoda rozwiązywania równania Schrödingera, używana w fizyce obliczeniowej. Wykorzystuje zwykłą metodę Monte Carlo obliczania całek do całki Feynmana po trajektoriach. Polega na potraktowaniu równania Schrödingera jako równania dyfuzji i jej symulacji poprzez gaussowski proces stochastyczny. Funkcja falowa reprezentowana jest poprzez gęstość punktów-chodziarzy, które poruszają się symetrycznym ruchem losowym, tzn. po wielu krokach:
{\displaystyle x^{n+1}=x^{n}+{\sigma }(n)}
gdzie {\displaystyle \sigma (n)} jest tzw. funkcją kroku, będącą zmienną losową o rozkładzie normalnym.
Rozdzielczość przestrzenna funkcji falowej w porównaniu z metodami sieciowymi (np. elementu skończonego) w poważnych symulacjach kwantowych wyraża się wzorem
{\displaystyle k=(tn)^{1/3N}}
gdzie t jest liczba kroków losowania, n liczba chodziarzy, a N liczba cząstek (elektronów, bozonów), a więc z argumentu wielkości liczby {\displaystyle 2^{64}} jest zawsze poniżej liczby 2.
Ten paradoks można wyjaśnić tzw. metodą rozwijania wymiaru tzn. dla
układu N nie oddziałujących cząstek (np. w 
potencjale oscylatora harmonicznego) nie ma różnicy czy traktujemy
go jako N niezależnych symulacji jednowymiarowych (z możliwą dużą rozdzielczością) czy odpowiedni układ wielowymiarowy.
Z ciągłości zachowań układów fizycznych włączenie oddziaływania nawet 
silnego, nie zmieni poprawności metody (twierdzenie Gell-Manna i Lowa).
Mimo że średnie układu fizycznego znacznie fluktuują w czasie (dla poszczególnego kroku) używa się z reguły tzw. hipotezy ergodycznej i ich średnich tych średnich po czasie, które zbiegają doskonale do wartości fizycznych.

## Literatura
- B.L. Hammond, W. A., Jr. Lester, and P.J. Reynolds, Monte Carlo Methods in Ab Initio Quantum Chemistry (World Scientific, 1994).